# بازار ارومیه
بازار ارومیه مربوط به دوره صفوی است و در ارومیه، در بافت قدیمی این شهر، مابین خیابان امام و بعثت واقع شده و این اثر در تاریخ ۲۲ خرداد ۱۳۶۲ با شمارهٔ ثبت ۱۶۳۹ به‌عنوان یکی از آثار ملی ایران به ثبت رسیده است.
قدمت بازار ارومیه به دورهٔ صفویان می‌رسد. کنیسهٔ مربوط یهودیان منطقه نیز در محدودهٔ این بازار قرار گرفته‌است. بازار ارومیه معماری ساده‌ای داشته و تاق‌ها، چشمه‌ها و گنبدهای مختلفی را در خود جای داده‌است. این بازار دارای تیمچه‌ها، حمام‌ها، سراها و مسجدهای مربوط به دوران زندیان و قاجاریان است.
عمده واردات در آن زمان نفت بود که از بازار خوی مرکز تجاری دوران خودش با شتر از قفقاز به بازار خوی و آنجا به بازار ارومیه - بازار تبریز و بازار اردبیل و ... انتقال می‌دادند و داد و ستد می‌کردند.